# Kåge–Gamla Karleby
Kåge–Gamla Karleby var en färjelinje som drevs av Rederi AB Bottenviken från 1965 till 1967 då den ersattes av färjelinjen Skelleftehamn–Gamla Karleby.

## Hstoria
Från 1960 hade färjetrafik bedrivits av Rederi AB Bottenviken. Först sträckan Ursviken–Gamla Karleby och därefter sträckan Skelleftehamn–Gamla Karleby. Från 1965 till 1967 gick turerna istället från hamnen i Kåge. Detta med färjan m/s Bothnia.